# إدوارد براون (لاعب كريكت أسترالي)
إدوارد براون (7 مارس 1891 في أستراليا - 12 مارس 1949) (بالإنجليزية: Edward Brown)‏ هو لاعب كريكت أسترالي.

## وصلات خارجية
- إدوارد براون (لاعب كريكت أسترالي) على موقع إي آس بي آن كريك إنفو (الإنجليزية)